# Операција Анаконда
Операција Анаконда била је једна од највећих до сада изведених антитерористичких операција у Авганистану од стране Америчких и коалиционих снага, изведена почетком марта 2002. године. Операција под шифрованим називом „Анаконда“ требало је да зада коначан ударац „преживелим“ Талибанским и ал Каидиним борцима који су доживели слом и пораз 2001. године, уз помоћ Северне алијансе. Напад је извршен на брда око долине Шахи-Кот у провинцији Пактија.

## Позадина
Амерички обавештајни извори, дошли су до сазнања и информација са терена, да се Ал каида и групе преосталих талибана прегруписавају и консолидују своје снаге у пећинској и планинској области "Тора-Бора" у близини града Џалалабада у источном делу Авганистана недалеко од Пакистанске границе. Управо те преостале групице повремено су правиле праву пометњу међу коалиционим снагама правећи честе заседе и диверзије, неретко без људских и материјалних жртава. У фебруару 2002. године, група од стотињак добро наоружаних талибанских бораца заузима стратешки важну долину Шахи-Кот на планинском масиву Тора-Бора и утврђује своје положаје. То је био сигнал да Американци и коалиционе трупе коначно докрајче терористичке снаге. 
Пошто долина Шахи-Кот лежи на 2600 m. надморске висине и окружена је планинским венцима до 3500 m, Американци ангажују елитне јединице за извршење овог деликатног задатка. Наспрам 150 до 200 талибана (по обавештајним проценама) ангажовано је 1200 војника из америчке 101. Ваздушно - десантне и 10. брдске дивизије, затим неколико стотина војника из састава специјалних снага Аустралије, Канаде, Немачке, Данске и Француске, те око 1000 припадника авганистанских бораца северне алијансе. Поред тога, ангажоване су и ваздухопловне снаге за подршку трупама на земљи са авионима АC-130, А-10, F-14, , , F-18, Херијер; затим хеликоптери UH-60 Блек Хоук, CH–47 Чинук, МХ-47 Е и AH-64 Апач, па чак и стратегијски бомбардери B-1 и B-52.

## Напад
Како је напад отпочео у зору 2. марта 2002. пробојем колоне оклопних транспортера у саму долину, у заседи гине командант јединице Треће групе специјалаца који је предводио исту. Повлачећи се у паници низ планину позвана је у помоћ Летећа топовњача АC-130, која се налазила у рејону, тукући циљеве на земљи истовремено и талибанске и сопствене, пошто је растојање између сукобљених страна било веома мало. У овом првом неуспелом нападу на побуњенике, осим рањено је и неколико савезника Авганистанаца.
Истовремено, хеликоптерски десант који је требало да изведе 101. вазд. - десантна уз подршку 10. брдске је такође доживео крах. Ове јединице имале су задатак да талибанима одсеку одступницу према Пакистану и евентуално довлачење нових свежих снага. Хеликоптери су због необавештености или лоше припреме слетели директно у непријатељево „утврђење“ где се налазио гро талибанских бораца. На исте је отворена ватра из свих расположивих средстава којима су талибани располагали. Успела је да се искрца само једна чета 10. брдске јачине 86 људи, која се сада нашла у тоталном окружењу. Оштећени хеликоптери су брже боље напустили место. Убрзо су опкољеној чети помоћ из ваздуха пружили поново топовњаче АC-130 и бомбардери B-52 који су извели своја чувена тепих-бомбардовања, а такође и хеликоптери АХ-64 Апачи који су и једини имали неког ефикасног дејства по положајима талибана. Према америчким подацима, за 24 сата колико се „самостално“ бранила, чета је имала укупно 28 рањених припадника - погинули припадници нису наведени.
На другој, северној страни долине, ситуација није била пуно боља. Трупе 101. вд. дивизије такође су се нашле на удару талибанске ватре. Како су се борбе водиле готово „прса у прса“, помоћ и подршка авијације није никако долазила у обзир па су у помоћ опет позвани Апачи. Како је у кампањи на Авганистан ангажовано свега 7 Апача, њих 5 је одређено да учествују у овој операцији. У подршци 101, тешко су оштећена 4 и то кориштењем тешких митраљеза 12,7 и 14,5 mm од стране талибана, те противтенковским ручним бацачима РПГ-7 који су се у овој прилици показали врло ефикасним. Нажалост талибана, а на срећу Американаца, многи пројектили испаљени из РПГ-а због лошег одржавања и складиштења нису и поред директних погодака у циљ, ни експлодирали, јер би у супротном број жртава у овом сукобу био катастрофалан за Американце. 
Суочени са пропашћу читаве акције, Американци ангажују готово комплетну авијацију коју су имали на располагању појачану са ескадрилом француских палубних јуришника Етандард и Миража 2000, бомбардујући готово непрекидно положаје талибана који су у међувремену појачани са додатним јединицама и борцима пристиглим из оближњег Пакистана. Како се касније испоставило, талибани су више него очигледно били припремљени за дуготрајну борбу и одбрану.
До краја операције, ангажоване ваздухопловне снаге на циљеве и утврђења талибана бациле су преко 3500 ласерски навођених бомби и ракета, а масовно су кориштене аеросолне бомбе БЛУ-118 масе 900 kg. посебно ефикасне за разбијање подземних пролаза, тунела и пећина. Из самог овог податка о утрошку толике количине убојних средстава, може само да се претпостави, каква је по жестини вођена битка тих пар дана.
Да би спасили преостале припаднике опкољене чете 10. брдске, у рану зору 4. марта, два хеликоптера МH-47 Е „Чинук“ из састава специјалних снага пребацују у рејон јединицу Морнаричких фока. Међутим, чим су стигли на одредиште на њих је отворена ватра из свог наоружања. Један хеликоптер бива погођен са чак три пројектила РПГ али ниједно зрно не експлодира. Оба хеликоптера због јаке ватре не успевају да искрцају специјалце, те оштећени убрзо напуштају рејон. Тада из једног од хеликоптера испада један од припадника Фока, вероватно погођен ватром са земље, али није могао бити спашен због константне ватре по хеликоптерима. Хеликоптери слећу око километар од рејона јер је један био толико оштећен да је морао бити напуштен. У акцију затим стижу још два МH-47Е али са припадницима „обичних“ специјалаца. Ови слећу у рејон где је оштећени и напуштени хеликоптер и тада бивају изложени нападима талибана који су надирали у таласима. Овде се ситуација толико усложнила јер су оба хеликоптера којима су долетели толико била оштећена да нису имали куд, те су се као и она чета нашли у обручу. Од једне минобацачке гранате, очигледно прецизно испаљене, гине њих неколико. Тек увече, након 12 сати интензивног ваздушног бомбардовања околних талибанских положаја ова јединица бива спашена. Од жртава (по америчким подацима) та група је имала 6 погинулих и неколико рањених и преживелих. Борбе су вођене све до 7. марта, а спорадичне са заосталим групама талибана до 18. марта.

## Последице
Операција је завршила неславно по Американце исто онако како је и почела. По званичним америчким подацима у целој операцији укупно је погинуло осам америчких војника а рањено их је 82, мада по незваничним готово да је тај број сигурно далеко већи. Талибанских жртава било је знатно више - око 500 (неки извори тврде чак 800 до 1000). Закључак из свега овде наведеног је да је ово једна од најнеуспешнијих операција (после Сомалије) у којој су америчке снаге доживеле катастрофу. По обичају, амерички су војни кругови прогласили акцију успешно завршеном.